# Hrabstwo Monroe (Ohio)
Hrabstwo Monroe (ang. Monroe County) – hrabstwo w stanie Ohio w Stanach Zjednoczonych. Obszar całkowity hrabstwa obejmuje powierzchnię 457,458674 mil2 (1184,81796566 km²). Według danych z 2010 r. hrabstwo miało 14 642 mieszkańców. Hrabstwo powstało 29 stycznia 1813 roku i nosi imię Jamesa Monroea - piątego prezydenta Stanów Zjednoczonych.

## Sąsiednie hrabstwa
- Hrabstwo Belmont (północ)
- Hrabstwo Marshall (Wirginia Zachodnia) (północny wschód)
- Hrabstwo Wetzel (Wirginia Zachodnia) (wschód)
- Hrabstwo Tyler (Wirginia Zachodnia) (południowy wschód)
- Hrabstwo Washington (południe)
- Hrabstwo Noble (zachód)

## Wioski
- Antioch
- Beallsville
- Clarington
- Graysville
- Jerusalem
- Lewisville
- Miltonsburg
- Stafford
- Wilson
- Woodsfield

## CDP
- Hannibal
- Sardis